# Ледяная шапка

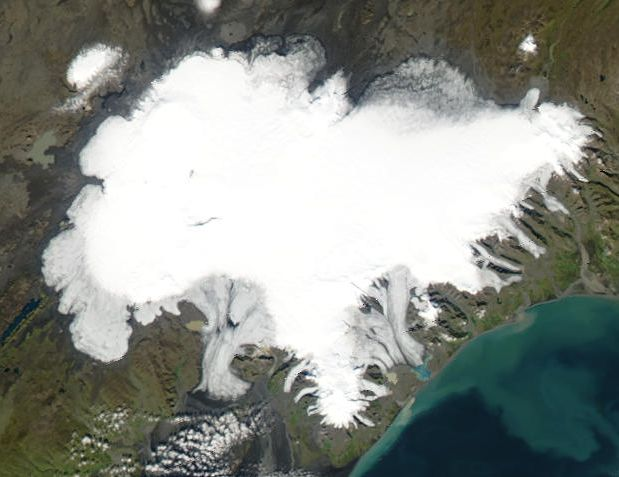
Ледник Ватнайёкюдль, Исландия.

Ледяная шапка — обширные покровные ледники, как правило покрывающие возвышенности, но с площадью оледенения не превышающей 50 000 км². При бо́льшей площади ледник считается ледяным щитом. Примером ледяной шапки может считаться крупнейший ледник Исландии Ватнайёкюдль с площадью поверхности свыше 8 тыс. км², мощностью ледяного покрова до 1000 м и высшей точкой, расположенной на отметке 2110 м н.у.м..